# 1573 aux échecs
| Années des échecs : 1570 - 1571 - 1572 - 1573 - 1574 - 1575 - 1576    |
| Décennies des échecs : 1540 - 1550 - 1560 - 1570 - 1580 - 1590 - 1600 |

Cet article présente les faits marquants de l'année 1573 aux échecs.

## Événements majeurs
Lors d'un de ses voyages en Italie, notamment à Rome pour ses obligations sacerdotales, Ruy López bat tous les meilleurs joueurs italiens, dont Leonardo da Cutri. Ce voyage est l'un des derniers exemples de la domination espagnole sur le jeu d'échecs.